# Country Club Republican

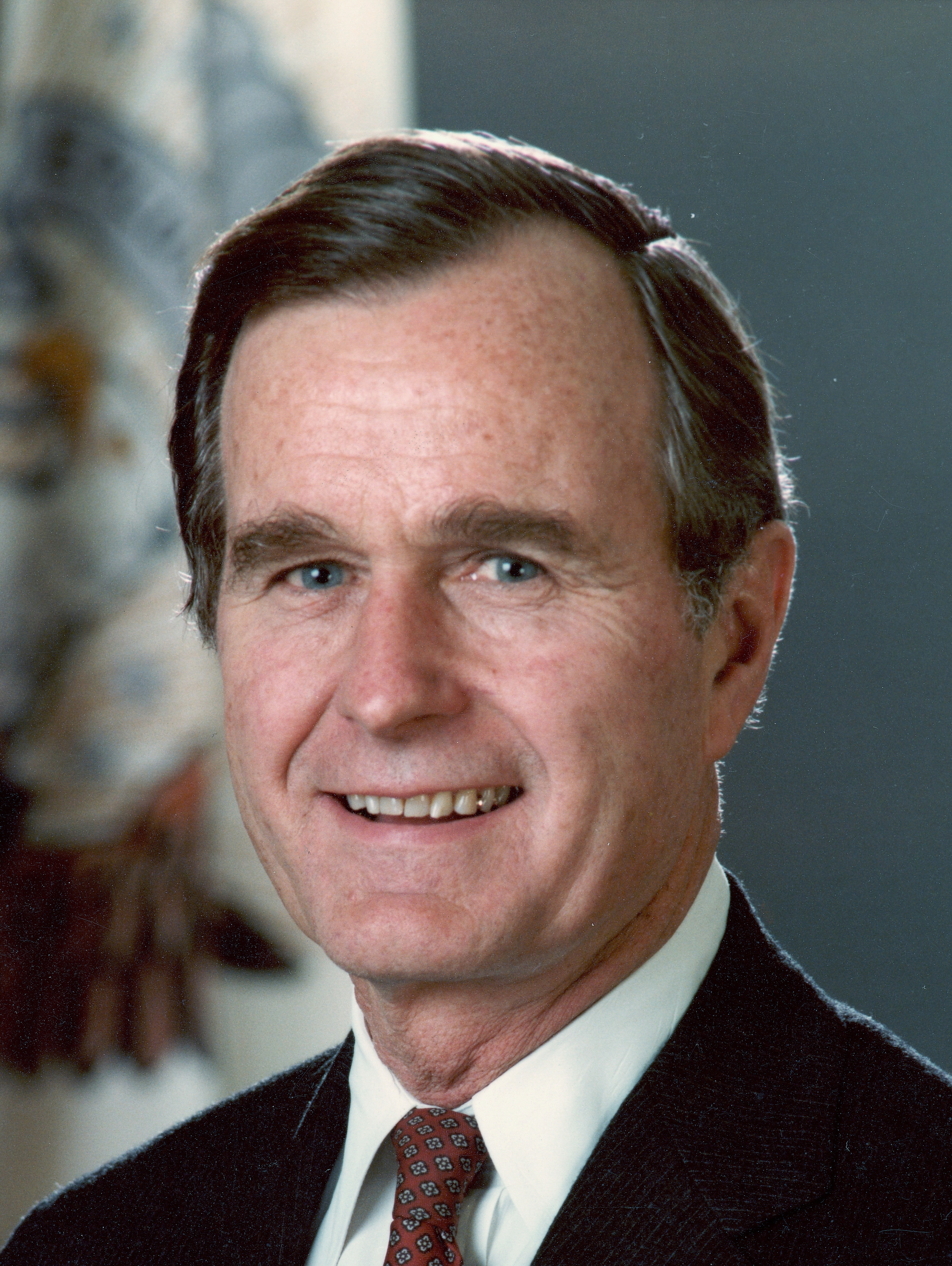
Presidente George H. W. Bush

"Country Club Republican", também conhecido como "Country Club Conservative" ou "Stablishment Republican", é uma expressão empregada, geralmente de forma pejorativa, para descrever certos membros do Partido Republicano nos Estados Unidos. Algumas das características atribuídas aos republicanos dos clubes de campo são rendas acima da média ou riquezas herdadas, vindos de famílias politicamente ou socialmente proeminentes. Suas opiniões fiscais e econômicas são liberais e conservadoras, porém em questões sociais suas visões são progressistas, moderadas ou indiferentes. Dentre os políticos republicanos é mais provável que tenham frequentado faculdades e universidades de prestígio do que outros membros do Partido Republicano, mesmo não sendo uma regra.
Os políticos que são considerados republicanos do country club incluem: o presidente George Herbert Walker Bush, os ex-secretários de Estado Rex Tillerson e Colin Powell, o ex-governador de Nova Jersey Thomas Kean, e a ex-senadora do Texas Kay Bailey Hutchison.